# Jähhardt
Jähhardt ist ein Wohnplatz in der Gemeinde Kürten im Rheinisch-Bergischen Kreis.

## Lage und Beschreibung
Jähhardt liegt abseits der überörtlichen Straßen am Calenberger Weg zwischen den Ortsteilen Calenberg und Oberberg am südwestlichen Rand von Kürten in der Nähe vom Stadtgebiet von Bergisch Gladbach. Es teilt sich auf in einen geschlossenen Bereich und einen etwas abgelegenen Hof in Richtung Dürscheider Hütte. Der Calenberger Siefen entspringt bei Jähhardt.
Der Name Jähhardt leitet sich ab von Hardt, eine alte Form für Wald und jäh (steil), also der steil abfallender Wald. Mundartlich spricht man von op dr Jähhardt.
Der historische Kurfürstenweg verlief durch Jähhardt und verband dieses mit dem Dürschtal.

## Geschichte
Aus der Charte des Herzogthums Berg 1789 von Carl Friedrich von Wiebeking geht hervor, dass Jähhardt zu dieser Zeit Teil des Kirchspiels Dürscheid war. Unter der französischen Verwaltung zwischen 1806 und 1813 wurde das Amt Porz aufgelöst und das Kirchspiel Dürscheid, zu dem auch Jähhardt gehörte, wurde politisch der Mairie Bensberg im Arrondissement Mülheim am Rhein zugeordnet. 1816 wandelten die Preußen die Mairie zur Bürgermeisterei Bensberg im Kreis Mülheim am Rhein. Jähhardt zählte 1845 zwei Einwohner katholischen Glaubens. Jähhardt gehörte zum Kirchspiel und Honschaft Dürscheid. Dies ist etwas kurios, da die beiden Nachbarorte links und rechts des Weges, Calenberg und Oberberg beide zum Kirchspiel Kürten gehörten.
In der Aufstellung des Königreichs Preußens für die Volkszählung 1885 wurde Jähhardt aufgeführt als Wohnplatz der Landgemeinde Bensberg im Kreis Mülheim am Rhein. Zu dieser Zeit wurden elf Wohnhäuser mit 44 Einwohnern gezählt. Ab der Preußischen Neuaufnahme von 1893–1896 ist der Ort auf Messtischblättern regelmäßig als Jähhardt verzeichnet.
Aufgrund des Köln-Gesetzes wurde die Gemeinde Kürten mit Wirkung zum 1. Januar 1975 mit dem bis dahin selbstständigen Gemeinden Bechen und Olpe und Teilen der Stadt Bensberg zur Gemeinde Kürten zusammengeschlossen. Dabei wurde auch Jähhardt Teil der Gemeinde Kürten.